# Operacija Četrtek
Operacija Četrtek (angleško Operation Thursday) je naziv za drugo činditsko ekspedicijo v Burmo, ki je potekala leta 1944 med burmansko kampanjo druge svetovne vojne.

## Načrti
V primerjavi s prvo ekspedicijo (taktika stalno premikajočih se kolon) so radikalno spremenili vojaško taktiko za drugo ekspedicijo in sicer so razvili koncept fortificiranih baz v japonskem zaledju, iz katerih bi nato odhajale kolone na akcije v bližnji okolici. 
Sprememba je bila deloma posledica okrepitve delovanja japonskih patrulj vzdolž burmanske meje, s čimer se je zmanjšala verjetnost za uspešen prodor v japonsko zaledje. Polkovnik Philip Cochran pa je predlagal novo metodo dostopa in sicer namesto pešačenje skozi džunglo je zagotovil, da lahko transportira tako moštvo kot opremo s pomočjo jadralnih letal. Wingate se je tako strinjal, da večina činditov odpotuje v Burmo z zračnim transportom, s čimer se je povečala zmožnost činditov za izpolnitev svojih ciljev.
Predhodne enote naj bi tako pristale z jadralnimi letali na izbranih poljih v Burmi in jih nato preoblikovala v letališča, ki bodo sposobna sprejeti množične pristanke transportnih letal. Da bi celotna operacija uspela, je bilo kritično, da 1. zračna komandoška skupina uspe transportirati in oskrbovati čindite v sovražnikovem zaledju.
Istočasno z vojaškim delovanjem pa je Wingate načrtoval tudi splošno vstajo kačinskega prebivalca severne Burme. A zaradi nasprotnega mnenja, ki je prišlo s strani Force 136 (britanska organizacija, odgovorna za koordinacijo odporniških gibanj na japonskih okupiranih področij), se je moral Wingate odpovedati temu načrtu. Odnose s Force 136 pa je povzročil tudi Wingatov ukaz, s katerim je preprečil Dah Force (britansko vodena sila kačinskih paravojakov, ki so bili dodeljeni činditov) sodelovanje s Force 136, uradno zaradi varnostnih razlogov.
V zadnjih mesecih leta 1943 so izdelovali dokončno strategijo za Indijo, kot so si jo zamislili v Quebecu. Novembra istega leta pa je bil dokončno znan strateški načrt za suho sezono leto 1943; činditi naj bi tako v sklopu Jugovzhodnoazijskega poveljstva prevzeli glavno pobudo za ponovno zavzetje severne Burme. Strateški načrt je odobril tudi Kombiniran štab načelnikov štabov med konferenco v Kairu; medtem ko so bile druge načrtovane operacije preklicane oz. so zmanjšali njihovi obseg, je činditski načrt ostal nedotaknjen. Kljub temu pa so spremembe na terenu in v lastnem zaledju povzročile, da so se načrti spreminjali vse do začetka same operacije
Činditi so tako dobili nalogo, da pomagajo silam pod poveljstvom Josepha Stilwella, ki so imele nalogo podaljšanja ledoške ceste preko severne Burme do Burmanske ceste, s čimer bi ponovno vzpostavili zemeljsko oskrbovalno pot do Kitajske; činditi bi tako morali izvesti napade na Japonce na severni fronti. Prvotni načrt je bil, da bi britanski 4. korpus napadel na centralni fronti in prečkal reko Chindwin, s čimer bi preprečili japonsko okrepitev na severni fronti. Medtem pa so Japonci sami sprožili napad na centralni fronti, tako da je ta načrt propadel; posledično je činditski načrt postal bolj pomemben.
4. februarja 1944 sta generalporočnik Slim, poveljnik britanske 14. armade in ameriški letalski general George E. Stratemeyer, poveljnik Vzhodnega zračnega poveljstva, sta Wingatu ter polkovnikoma Cochranu in Alisonu (zadnja dva iz 1. zračne komandoške skupine) izdala skupno direktivo, da činditi napredujejo proti Indawu in od tam pod poveljstvom 14. armade izvršijo naslednje naloge: 
(i) Pomagati pri napredovanju Ledo Force (Stiwell) proti Myitkyini s prekinitvijo komunikacij japonske 18. divizije, nadlegovati njeno zaledje in preprečevati njeno okrepitev.
(ii) Ustvariti ugodno situacijo za yunnanske kitajske sile, da prečkajo reko Salween in vstopijo v Burmo.
(iii) Prizadeti največjo možno škodo in zmedo sovražniku v severni Burmi.

## Operacija Četrtek
5. februarja 1944 se je pričela operacija Četrtek, ko je Fergussonova 16. brigada zapustila Ledo in se odpravila proti Burmi: na poti so premagovali izredno težaven teren ter se izogibali japonskim patruljam. Ostale brigade so bile prepeljane z letali, da bi ustvarili utrjene baze z letališkimi stezami. Izbrali so tri pristajalne cone: Piccadilly, Broadway in Chowringhee. Calvertova 77. brigada je z jadralnimi letali v noči 5. marca odletela proti Picadillyju in Broadwayju. Izvidniški prelet je v zadnjem trenutku razkril, da je pristajalna cona Picadilly prekrita s skladovnicami posekanih debel, zaradi česar je bil pristanek nemogoč.
Wingate se je tako ustrašil, da je njihov načrt bil razkrit in da bodo vojaki pristali v zasede. Slim je tako prevzel odgovornost in Calvertu ukazal, da naj nadaljuje z operacijo, ampak naj celotna brigada pristane na Broadwayju. Medtem ko so Piccadilly že uporabili za evakuacijo ranjencev med prvo činditsko ekspedijo v letu 1943, pa so Broadway izbrali na podlagi letalskih izvidniških posnetkov. Samo pristajališče se je izkazalo kot slaba izbira, saj je bilo ob prvem pristanku veliko žrtev. Od 54 jadralnih letal jih je na Broadwayju pristalo le 37, 6 jih je pristalo na japonskem področju in ostali so pristali na britanskem področju. Imeli so 30 mrtvih in 21 ranjencev. Calvert je tako sprva sporočil, da se je prvi pristanek neugodno končal, a je pozneje preklical sporočilo in dal zeleno luč za nadaljnje pristanke. Brez problemov pa je isto noč na Chowringheeju pristala 111. brigada (Lentaigne).
V petih dneh, ko so bile noči ugodne za polete, so tako s transportnimi letali DC3 izvedli 600 poletov, s katerimi so prepeljali 12.000 vojakov, 2.000 mul, različno opremo, navadne in protiletalske topove,... Medtem ko so opustili cono Chowringhee po pristanku, pa so Broadway okrepili z garnizijo, artilerijo, protiletalsko zaščito in tudi lovce Spitfire za kratek čas. Fergussonova brigada je vzpostavila tudi drugo bazo Aberdeen severno od Indawa, ki pa je bila zasedena s 14. brigado. Calvertova brigada je tudi izpostavila drugo bazo in sicer Belo mesto pri Mawluju v bližini glavne železnice in ceste, ki sta vodili proti japonski severni fronti. 111. brigada je vzpostavila zasede in blokade cest južno od Indawe (kljub temu, da je del brigade pristal na Chowringheeju in pozneje prečkal reko Irrawaddy), nato pa se je premaknila zahodno proti Pinlebuju.
Za Broadway in Belo mesto so potekali ogorčeni džungelski spopadi, pri čemer so včasih Japonci prodrli v britansko obrambo in se je razvil bližinski boj z bajoneti, kukriji in katanami. 27. marca, po več dnevih letalskih napadov, so Japonci napadali Broadway več zaporednih noči, dokler jih niso činditi odbili s pomočjo novoprispele artilerije in lokalnik kačinskih paravojakov.
24. marca pa je Fergussonova brigada neuspešno hotela zavzeti Indaw. Po načrtu bi morali mesto in pripadajoča letališča zavzeti že 15. marca, a Fergusson je takrat sporočil, da je to nemogoče. Wingate se je sprva strinjal s preklicom napada na Indaw, a je 20. marca potrdil ukaz o zavzetju. Brigada je bila izčrpana zaradi dolgega pohoda in zmanjkal je tudi čas za kvalitetno pripravo za napad. Istočasno pa so presenečeni odkrili, da Japonci kontrolirajo edina vodna nahajališča v okolici. Prav tako so Japonci v Indaw, pomembno cestno-železniško križišče, poslali močne okrepitve. Fergussonovi bataljoni so posamično napadali japonske položaje, a so bili njihovi napadi odbiti. Posledično so večino 16. brigade evakuirali z letali nazaj v Indijo.

## Sprememba poveljstva
24. marca je Wingate odletel sprva na Broadway, nato z lahkim letalom v Belo mesto in Aberdeen ter nazaj na Broadway. Pozno popoldne je z bombnikom B 25 odletel proti Sylheti, a se je na poti zaletel v pobočje zadnje gorske verige; umrli so vsi potniki in posadka.
Slim, poveljnik 14. armade, ki je imel ohlapno operativno poveljstvo nad činditi, je imenoval brigadirja Lentaigna za Wingatovega namestnika, potem ko se je posvetoval z brigadirjem Derekom Tullochom, Wingatovim načelnikom štaba. Lentaigna so izbrali kot najbolj uravnovešenega in izkušenega poveljnika činditov; predhodno je bil inštruktor na Štabnem kolidžu v Quetti, vodil bataljon Gurk med prvo činditsko ekspedicijo in poveljeval činditski brigadi. Kot častnik Gurk je imel podobno zgodovino in stališče kot Slim. Ostali brigadni poveljniki pretežno niso imeli štabnih izkušenj, pri čemer nekateri pred letom 1944 niso poveljevali v boju niti bataljonu in Wingatovi štabni častniki so bili pred konkretnih bojnih izkušenj.
Slim pa je ignoriral očitke znotraj činditov, da je Lentaigne popolni tujec med činditi in je bil predhodno kritičen do Wingatovih metod in tehnik. Kot tak je večkrat nasprotoval več brigadnim poveljnikom in štabu. Wingate ga ni maral, ker ga je imenoval Wavell brez njegovega soglasja.
Vsi pa so se strinjali, da nihče ne more zamenjati Wingata, ki je uspel ohraniti čindite izven običajnega vojaškega poveljstva s pomočjo političnih zvez, ki jih Lentaigne ni imel. Drugi problem pa je bil v dejstvu, da so činditski poveljniki bili tako indoktrirani v Wingatovo doktrino, da so dvomili v vsak Lentaignov ukaz, ki ni sledil stari doktrini ter napadali vsako tako odločitev.

## Premik na sever
Sledili so večje spremembe znotraj činditov. Večina letalske podpore je bila premaknjena na kritični bitki za Imphalu in za Kohimo, kjer so bili zavezniški vojaki obkoljeni in popolnoma odvisni od zračne podpore in oskrbe. 23. brigada, ki bi morala še prileteti, je bila preusmerjena v Kohimo. Tisti činditi, ki so že delovali v Burmi, so bili formalno podrejeni generalu Josepju Stilwellu, ki je ukazal činditom, da prekinjeno razpršene operacije v okolici Indawa in se skoncentrirajo na nadlegovanje japonskih oskrbovalnih linij, ki so neposredno ogrožale njegovo Severno bojno področno poveljstvo.
Aprila je Lentaigne ukazal večini 111. brigade (pod novim poveljstvom Johna Mastersa), da se premakne od takratnega operativnega območja zahodno od Irrawaddyja proti severu in tam vzpostavi novo bazo Blackpool, ki bi blokirala železnico in glavno cesto pri Hopinu, 30 milj južno od Mogaunga. Calvert je dobil ukaz, da zapusti Belo mesto in Broadway ter se premakne proti severu, kjer je podprl Mastersove čindite. Kljub Calvertovemu nasprotovanju, da je njegova brigada uspešno obranila obe oporišči vse te mesece in Stilwellovemu strahu, da bi s tem Japonci lahko premestili okrepitve proti severu, je Lentaigne vztrajal pri tem, da so činditske brigade skupaj in da bi bilo med monsunsko sezono zelo težko letalsko oskrbovati obe bazi.
Masters je 8. maja uspel vzpostaviti Blackpool in bil skoraj istočasno izpostavljen močnim napadom. Medtem ko je bilo Belo mesto globoko v japonskem zaledju, branilci so imeli dovolj časa za pripravo obrambe in japonske enote so bile nekoordinirane ter iz različnih formacij, pa je bil Blackpool blizu japonske severne fronte in je bil takoj napaden s strani Japoncev, ki so imeli močno artilerijsko podporo. Kmalu se je izkazalo, da sta imela Calvert in Stilwell prav; japonska 53. divizija se je tako premaknila proti severu. 17. maja so činditi uspeli odbiti močan napad na Blackpool, a drugi japonski napad 24. maja je uspel zavzeti pomembne obrambne položaje.
Zaradi monsunske sezone niso Mastersu mogli pomagati drugi činditi. 24. maja je bil Master prisiljen evakuirati Blackpool po 17 dnevih neprestanega boja. 19 zavezniških vojakov, ki so bili hudo ranjeni brez možnosti ozdravitve in so bili nepokretni, so ustrelili medicinski strežniki in jih nato skrili v bambusove nasade.